# Mort Sahl
Morton Lyon Sahl (Montreal, Quebec, 11 de mayo de 1927-Mill Valley, California, 26 de octubre de 2021), más conocido como Mort Sahl, fue un comediante, actor y escritor satírico estadounidense de origen canadiense, considerado el primer comediante moderno desde Will Rogers. Sahl fue pionero en un estilo de sátira social que se burla de los temas de eventos políticos y actuales utilizando monólogos improvisados y con solo un periódico como accesorio.

## Nacimiento y educación
Nació el 11 de mayo de 1927 en Montreal, Quebec, Canadá, el único hijo de padres judíos.  Su padre, Harry Sahl, provenía de una familia de inmigrantes en el Lower East Side de Nueva York, y esperaba convertirse en un dramaturgo de Broadway. Conoció a su esposa cuando ella respondió a un anuncio que sacó en una revista de poesía. Incapaces de entrar en el campo de la escritura, se mudaron a Canadá, donde era dueño de una tienda de tabaco en Montreal.
La familia luego se mudó a Los Ángeles, California, donde su padre, incapaz de convertirse en escritor de Hollywood, trabajó como secretario y reportero de la corte para el FBI. Sahl señala: "Mi papá estaba decepcionado por sus sueños y desconfiaba de ese mundo por mí".: 55  Sahl fue a Belmont High School en Los Ángeles, donde escribió para el periódico de la escuela. El actor Richard Crenna era uno de sus compañeros de clase.: 55 
Cuando Estados Unidos entró en la Segunda Guerra Mundial después de Pearl Harbor, Sahl, que entonces tenía catorce años, se unió al Cuerpo de Entrenamiento de Oficiales de Reserva (ROTC) de la escuela. Ganó una medalla por su puntería y un premio de American Legion Americanism.: 55  Queriendo expresar su patriotismo, usó su uniforme ROTC para ir a la escuela y en público y, cuando cumplió quince años, abandonó la escuela secundaria para unirse al Ejército mintiendo sobre su edad.: 55  Su madre lo localizó y lo trajo de vuelta a casa dos semanas después, después de que él reveló su verdadera edad.: 55 
Al graduarse de la escuela secundaria, su padre intentó llevarlo a West Point y recibió la ayuda de su congresista. Pero Sahl ya se había alistado en la Fuerza Aérea de los Estados Unidos . Más tarde fue estacionado en Alaska con el 93.er Grupo Air Depot. En el ejército, sin embargo, resistió la disciplina y el control autoritario que tenía sobre su vida. Expresó su inconformidad al dejarse crecer la barba y negarse a usar una gorra cuando fuese necesario. También escribió artículos para un pequeño periódico criticando a los militares, lo que resultó en su penalización con tres meses de servicio de KP.  
Fue dado de alta en 1947 y se matriculó en el Compton College, seguido de la Universidad del Sur de California. Recibió una licenciatura en 1950 con especialización en ingeniería de tráfico y gestión de la ciudad. Continuó con el programa de maestría, pero se retiró para convertirse en actor y dramaturgo.

## Carrera

### Irrumpiendo en la comedia
Sahl pasó sus primeros años en Los Ángeles y se mudó al Área de la Bahía de San Francisco, donde hizo su debut profesional en el escenario en el club nocturno Hungry I en 1953. Su popularidad creció rápidamente, y después de un año en el club viajó por el país haciendo shows en clubes nocturnos, teatros y campus universitarios establecidos.  
Entre 1950 y 1953 trató de conseguir trabajo como comediante en unos treinta clubes nocturnos de Los Ángeles, pero sin éxito. NBC, donde una vez audicionó, le dijo que nunca tendría éxito como comediante. Incluso se ofreció a actuar gratis durante los intermedios para tener la oportunidad de mostrar su talento. Él recuerda ese período: "A pesar de todo el folklore sobre la fe de los amigos en el joven artista que lucha, mis amigos me desanimaron constantemente".: 56  Luego, él y un amigo alquilaron un viejo teatro, que llamaron Teatro X, por "experimental", y comenzó a escribir y escenificar obras de un acto. Una de sus obras se titulaba "Nadie confiaba en la verdad".  Pero fueron incapaces de atraer una audiencia lo suficientemente grande, finalmente cerraron el teatro. 
En cuanto a los ingresos, Sahl comenzó a hacer trabajos ocasionales y a escribir. Trabajó como vendedor de coches usados y mensajero, y escribió una novela inédita y cuentos. Se fue a Nueva York con la esperanza de vender sus obras de teatro, pero solo logró ganar unos dieciocho dólares a la semana. Él recuerda: "No pude hacer nada. Estaba trabajando en una novela, estaba sin trabajo y sin gasolina".  Como resultado, decidió probar algo diferente, realizando sus obras de teatro como monólogos. Sintió que sería más fácil hacer su monólogo en el escenario en lugar de tratar de venderlo a otros.: 56  "Sabía que si iba a hacer algo, tendría que hacerlo yo mismo", dice.: 56  Regresó a Los Ángeles, donde apareció en algunos clubes, pero su nuevo estilo de comedia monóloga recibió poca atención. 
En 1953 comenzó a salir con Sue Babior. Cuando se mudó a Berkeley para estudiar en la Universidad de California, Sahl hizo autostop para estar con ella. Pasaba su tiempo auditando clases y pasando el rato en cafeterías locales. Para obtener ingresos, escribió para algunas publicaciones de vanguardia. Dormía en el asiento trasero del automóvil de un amigo ya que Babior vivía con compañeros de cuarto, incluidos Nancy Droeger y Althia Sims. "Las cosas eran simples entonces", dice. "De lo único que teníamos que preocuparnos era del destino del hombre". Se sintió como en casa en el área de la bahía de San Francisco y comentó: "Nací en San Francisco". Los tres años que vivió en Berkeley fueron una experiencia valiosa, dijo.: 57 
Buscó clubes donde pudiera actuar como un stand-up, y Babior le sugirió que hiciera una audición para el hungry i, un club nocturno en San Francisco. Su propietario, Enrico Banducci, tomó un gusto inmediato por el estilo de comedia de Sahl y le ofreció un trabajo a $75 por semana, que se convirtió en su primer trabajo estable como comediante.
La noticia sobre los actos de comedia satírica de Sahl se difundió rápidamente. Recibió buenas críticas del influyente columnista de periódicos, Herb Caen, que le dio credibilidad instantánea: "No sé de dónde vino el Sr. Sahl, pero me alegra que esté aquí", escribió después de ver su programa.: 62  Caen comenzó a invitar a sus propios amigos, como los comediantes de cine Danny Kaye y Eddie Cantor, a ver las actuaciones de Sahl.: 62  Cantor lo tomó "bajo su ala" y le dio sugerencias.  : 71  Al final de su primer año en la hungry i, Sahl ganaba 3000$ por semana y actuaba en salas llenas. "Estaría lavando autos si no fuera por Enrico", dijo más tarde en su carrera, apreciando que Banducci fue el primer propietario del club en darle la oportunidad de actuar como comediante.: 62 

### Shows de clubes nocturnos y reconocimiento nacional
Después de un año en la hungry i, Sahl comenzó a aparecer en clubes de todo el país, incluyendo Black Orchid y Mister Kelly's en Chicago, Crescendo en Los Ángeles y Village Vanguard y Blue Angel en Nueva York. Muchos de los clubes nunca antes habían tenido una actuación de comediante, lo que requería que Sahl interviniera como un nuevo tipo de acto. "Tuve que construir mi propia red de lugares para actuar", dice.: 68 
Numerosas celebridades acudieron a ver sus espectáculos después de enterarse del "nuevo fenómeno", refiriéndose al estilo único de comedia de Sahl. Woody Allen, quien vio su show en el Blue Angel en 1954, comentó que "de repente apareció este gran genio que revolucionó el medio".: 68  El actor de comedia británico John Cleese se interesó de inmediato por el estilo de humor radical de Sahl y le otorgó el mismo nivel de respeto que los Beatles alguna vez reservaron para Elvis Presley.

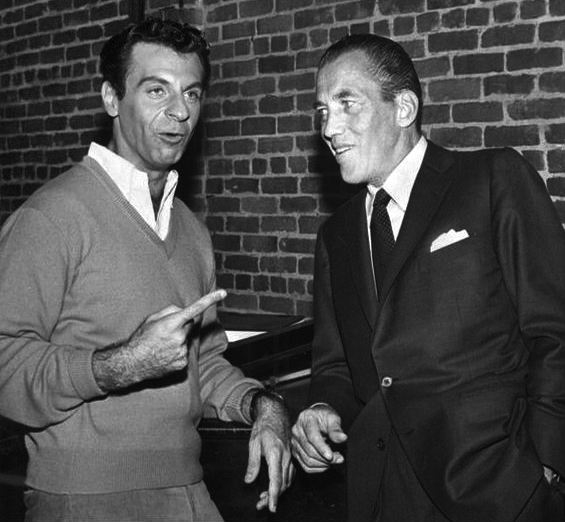
En el show de Ed Sullivan en 1960

El presentador de televisión Steve Allen, quien originó el Tonight Show, dijo que estaba "impresionado por lo aficionado que parecía", pero agregó que la observación no fue una crítica, sino un "cumplido". Señaló que todos los cómicos exitosos anteriores se vestían formalmente, eran sencillos y bien ensayados, y siempre tenían el control de su público.: 63 Allen dijo que "la manera muy poco formal de mostrar de Sahl fue una de las cosas que me gustaron la primera vez que lo vi trabajar".: 63 
Sahl vestía informalmente, sin corbata y normalmente usaba su característico suéter con cuello en V estilo campus. Su presencia en el escenario fue vista como "sincera y fría, la antítesis del ingenioso cómico", afirma el crítico de teatro Gerald Nachman .  : 50  Y aunque Sahl adquirió una reputación de ser un comediante intelectual, era una imagen que no le gustaba y con la que no estaba de acuerdo: "Era absurdo. Apenas era un estudiante de suficiente ", dijo.  : 67  Su naturalidad en el escenario se debió en parte a que prefería la improvisación a los monólogos cuidadosamente ensayados. Sahl explicó: 

Nunca encontré que pudieras escribir el acto. No puedes ensayar las respuestas de la audiencia. Te adaptas a ellos todas las noches. Entro con solo un bosquejo. Tienes que tener un espíritu de aventura. Sigo mis instintos y el público es mi jurado.: 64 

Su estilo casual de stand-up, donde parecía ir uno a uno con su audiencia, influyó en los nuevos comediantes, incluidos Lenny Bruce y Dick Gregory . Sin embargo, Sahl fue el menos controvertido porque se vistió y se veía "colegiado" y se centró en la política, mientras que Bruce se enfrentó a las convenciones sexuales y de lenguaje y Gregory se centró en el movimiento de los derechos civiles. Después de ver a Mort Sahl en el escenario, Woody Allen, cuyos escritos a menudo trataban sobre su vida personal, decidió intentarlo: "Nunca había tenido el descaro de hablar de eso antes. Entonces Mort Sahl llegó con un estilo de humor completamente nuevo, abriendo perspectivas para personas como yo".: 545 
Al comentar sobre los monólogos de Sahl, Nachman lo describe como un "narrador talentoso, tan bueno para llevarlo en sus viajes que no se dio cuenta hasta que terminó el espectáculo que había estado en un viaje laberíntico".: 64  La velocidad con la que Sahl dio sus monólogos también fue notable. La crítica de cine británica Penélope Gilliatt recuerda cómo la improvisación de Sahl "va en un ciclo de tartamudeo vertiginoso y crees que nunca hará el círculo". Siempre lo hace ". Para ella fue como ver un acto de circo: "Gira una bicicleta sobre una cuerda floja de alambre alto con el cerebro acelerado y las manos fuera del manillar".: 65 
La popularidad de Sahl "creció como una nube atómica durante los años 50", dice el cineasta Robert B. Weide, y agrega: "En pocas palabras, Mort Sahl reinventó la comedia de stand up". La revista Time en 1960 publicó una historia en portada sobre él y su ascenso a la fama, en la que lo describieron como "el mejor de los nuevos comediantes [y] el primer escritor satírico político estadounidense notable desde Will Rogers ". Junto con sus actuaciones en clubes nocturnos, apareció en algunas películas y en programas de televisión, incluido su debut en la cadena en The NBC Comedy Hour en mayo de 1956.
Su audiencia también se había ampliado para incluir no solo estudiantes y un público "moderno", sino que ahora incluso los políticos notados buscaron sus espectáculos. Algunos se hicieron amigos, como el candidato presidencial John F. Kennedy, quien le pidió que preparara un banco de chistes políticos que pudiera usar en funciones públicas. A Kennedy le gustó su estilo de sátira política y lo que describió como la "búsqueda implacable de Sahl por todos".  Adlai Stevenson y Hubert Humphrey eran fanes, y Humphrey afirmó que "cada vez que hay una burbuja en la política, Mort mete un alfiler".  
Valoraban el hecho de que él se mantuviera actualizado y tomara material de los principales periódicos y revistas. Mantuvo su material fresco, escribió algunas notas y entretuvo a su público presentando noticias serias con su humor. Sin embargo, no le gustaban las noticias de televisión, a las que culpó en 1960 de "alimentar al público" y, por lo tanto, fue responsable de la "corrupción e ignorancia que pueden hundir a este país".  
En 1960 se convirtió en el primer comediante en tener una portada escrita sobre él por la revista Time. Apareció en varios programas de televisión, interpretó varios papeles cinematográficos y realizó un espectáculo individual en Broadway. También se convirtió en el primer comediante en hacer un álbum discográfico, el primero en hacer conciertos universitarios y fue el primer comediante en ganar un Grammy.

### Caída de su carrera en 1960
Tuve el placer de ver y escuchar a Nancy Wilson, George Shearing y Mort Sahl, en la misma lista en un club nocturno en Los Ángeles, 1961. Wilson hizo un set fabuloso, seguido de Shearing. Luego apareció Mort Sahl, y comenzó como siempre, sentado en un taburete, con un periódico, haciendo comentarios sobre los acontecimientos diarios. Un grupo de marineros en el fondo de la sala comenzó a molestar a Sahl, y el resto de la audiencia estaba definitivamente del lado de la frustración de Sahl. Después de unos cinco minutos de esta interferencia, Sahl repentinamente dijo que era "una lástima que los marineros hubieran perdido el avión esa mañana". Podrías haber escuchado caer un alfiler, y luego comenzaron los abucheos en Sahl ... porque un avión de la Marina de los EE. UU. Se había estrellado en el océano ese día, sin sobrevivientes. Mort tuvo que abandonar el escenario. Fue una historia principal en la mayoría de los periódicos al día siguiente.
Barnum

Tras el asesinato de Kennedy en 1963, el interés de Sahl en saber quién era el responsable fue tan grande que se convirtió en miembro suplente del equipo del fiscal de distrito de Nueva Orleans Jim Garrison para investigar el asesinato. Como resultado, la comedia de Sahl a menudo reflejaría su política e incluía lecturas y comentarios sobre el Informe de la Comisión Warren, del cual constantemente cuestionaba la precisión. Enajenó a gran parte de su audiencia, fue incluido en la lista negra y se cancelaron más de sus shows planeados. Sus ingresos cayeron de 1 millón de dólares a 19000 en 1964. Según Nachman, el enfoque excesivo en los detalles del asesinato de Kennedy fue la ruina de Sahl y arruinó su carrera. Más tarde, Sahl admitió que "nunca ha habido algo que haya tenido un impacto más fuerte en mi vida que este tema", pero agregó que, no obstante, "pienso que era una búsqueda maravillosa".

### Regreso parcial en la década de 1970 hasta 2021
En la década de 1970, la creciente ola de contracultura finalmente alimentó el regreso parcial de Sahl como comediante veterano, y fue incluido junto con los nuevos comediantes que ingresaron al campo, como George Carlin, Lily Tomlin y Richard Pryor.: 89  En la década de 1980 encabezó los nuevos clubes de Banducci en San Francisco. A fines de la década de 1980 intentaba escribir guiones, además de hacer shows esporádicos en todo el país. En 1987 tuvo una exitosa carrera de varias semanas en Australia.
En 1988, Sahl regresó a Nueva York y realizó un espectáculo individual de Off-Broadway, Mort Sahl's America, que, a pesar de recibir buenas críticas de los críticos, no fue un éxito de taquilla. El New York Times declaró: "La historia ha devuelto a Mort Sahl al centro de atención cuando más lo necesitan. Su estilo tiene una espontaneidad intuitiva. Su presencia es tónica".: 92  Robert Weide produjo un documental biográfico, Mort Sahl: The Loyal Opposition, que se publicó en PBS en 1989.
Un crítico de Los Angeles Times escribió: "Sahl es un hombre con un país pero no un escenario".  : 96  Varios especiales de televisión le dieron un lugar para actuar frente a audiencias en vivo. The Monitor Channel transmitió una serie de ocho programas llamados Mort Sahl Live a partir de noviembre de 1991.
A partir de la década de 1990, actuó, pero con menos frecuencia y principalmente en teatros y auditorios universitarios. Cuando Woody Allen lo vio actuar en 2001 en una de sus raras apariciones en clubes de Nueva York, Allen le dijo: "esto es una locura, deberías estar trabajando todo el tiempo".  : 96  Allen luego llamó a su mánager Jack Rollins : "Escucha, este tipo es gracioso. Tenemos que llevarlo a Nueva York ".: 96  Sahl luego hizo shows en Joe's Pub en Manhattan para audiencias de stand up.: 97 
Sahl es el número 40 en la lista de Comedy Central de los 100 mejores comediantes de todos los tiempos, clasificado entre Billy Crystal y Jon Stewart. En 2003 recibió el Quinto Premio Anual Alan King en Humor Judío Americano de la Fundación Nacional para la Cultura Judía.
En 2011, la Biblioteca del Congreso colocó su grabación de 1955, At Sunset, en el Registro Nacional de Grabación.

### Estilo de comedia sátira
El humor de Sahl se basa en los acontecimientos actuales, especialmente en la política, lo que llevó a Milton Berle a describirlo como "uno de los mejores satíricos políticos de todos los tiempos". Su personaje característico es entrar al escenario con un periódico en la mano, vestido informalmente con un suéter con cuello en V. A menudo recitaba algunas noticias combinadas con la sátira. Fue apodado " Will Rogers con colmillos" por la revista Time en 1960.
Sahl discutía con personas o eventos casi como si los estuviera leyendo por primera vez, y se desviaba con historias relacionadas o de sus propias experiencias. El ejecutivo de televisión Roger Ailes dijo que lo vio leer el periódico un día y después de unas horas Sahl se levantó en el escenario con toda la noche de material nuevo. "Sin escritores, simplemente hizo lo que había visto en el periódico de la tarde. Era un genio ".: 52 
La presentación de comentarios de noticias de Sahl como una forma de sátira social creó una gran variedad de celebridades y fanes políticos, incluidos Adlai Stevenson, Marlene Dietrich, SJ Perelman, Saul Bellow y Leonard Bernstein. Arthur M. Schlesinger, Jr., dijo que su popularidad se debió al "anhelo del público por la juventud, la irreverencia, las tendencias, la sátira [y] una ruptura limpia con el pasado".: 71 Y Steve Allen lo presentó en uno de sus programas como "el único filósofo político real que tenemos en la comedia moderna".  
Combinado con su habilidad de improvisación, la naturalidad de Sahl también se consideró única para un actor de teatro. Woody Allen señala que otros cómicos estaban celosos de la personalidad escénica de Sahl y no entendían cómo podía actuar simplemente hablando con la audiencia.: 52  Nachman afirma que "la mera idea de un cómico de stand up hablando del mundo real fue en sí misma revolucionaria ... [y] los comediantes que lo siguieron: Lenny Bruce, Woody Allen, Dick Gregory, Phyllis Diller, Shelley Berman, Jonathan Winters fueron lanzados en un molde familiar al suyo ".: 51 
El presentador de televisión Steve Allen afirmó que Sahl era "el único filósofo político real que tenemos en la comedia moderna". Sus actuaciones de sátira social abrieron nuevos caminos en el entretenimiento en vivo, ya que un cómico de stand up que hablaba sobre el mundo real de la política en ese momento era considerado "revolucionario". Inspiró a muchos cómicos posteriores a convertirse en cómicos de la etapa, incluyendo Lenny Bruce, Jonathan Winters, George Carlin y Woody Allen. Allen atribuye el nuevo estilo de humor de Sahl con "abrir perspectivas para personas como yo".: 545 
Numerosos políticos se convirtieron en fanes suyos, y John F. Kennedy le pidió que escribiera sus bromas para los discursos de campaña. Sin embargo, después del asesinato de Kennedy en 1963, Sahl se obsesionó con las inexactitudes y conclusiones del Informe Warren, y habló de ello a menudo durante sus shows. Esto alejó a gran parte de su audiencia y provocó una disminución de su popularidad durante el resto de la década de 1960. Sin embargo, en la década de 1970, sus espectáculos y popularidad protagonizaron un regreso parcial que continúa hasta la actualidad. En 2017 se publicó una biografía de Sahl, Last Man Standing, de James Curtis.

## Vida personal
Sahl se casó tres veces. La primera vez fue con Susan J. Babior en 1955; Se divorciaron en 1958. En 1967 se casó con la actriz y modelo China Lee y se divorciaron en 1991. Tuvieron un hijo, Mort Sahl Jr., quien murió en 1996, a los 19 años, de una reacción desconocida relacionada con las drogas.: 92 
En 1997 se casó con Kenslea Ann Motter; se divorciaron alrededor de 2009. Lamenta su separación, diciendo: "Lamento haberme divorciado de Kenslea; todavía estoy enamorado de mi esposa. Si amas a una mujer, la convertirá en una mejor mujer ".  
En 1976, Sahl escribió una autobiografía llamada Heartland. En junio de 2007, varios comediantes estelares, incluidos George Carlin y Jonathan Winters, le dieron a Sahl un homenaje por su 80 cumpleaños.
Sahl no bebía, fumaba, usaba drogas o malas palabras, dentro o fuera del escenario.: 92  En 2008, Sahl se mudó de Los Ángeles a Mill Valley, California, un suburbio de San Francisco, donde se hizo amigo del comediante Robin Williams, que vivía cerca. Sahl trabajó todos los jueves por la noche con su enfoque de no tomar prisioneros, respondiendo preguntas de la audiencia en vivo y en Periscope/Twitter.

## Discografía
- At Sunset, Fantasy Records (recorded 1955, released 1958)
- The Future Lies Ahead, Verve Records (1958)
- Mort Sahl: 1960 or Look Forward in Anger, Verve Records MG V-15004 (1959)
- At the hungry i, Verve Records (1960)
- The Next President, Verve Records (1960)
- A Way of Life, Verve Records (1960)
- The New Frontier, Reprise Records (1961)
- On Relationships, Reprise Records (1961)
- Great Moments of Comedy with Mort Sahl Verve Records (1965)
- Anyway ... Onward, Mercury Records (1967)
- "Sing a Song of Watergate ... Apocryphal of Lie!", GNP Crescendo Records (1973)
- Mort Sahl's America, Dove Audio (1996)

## Filmografía
- In Love and War (1958) interpretando a Danny Krieger
- Richard Diamond, Private Detective (CBS-TV 1959) interpretando a sí mismo
- All the Young Men (1960) interpretando a Cpl. Crane
- Johnny Cool (1963) interpretando a Ben Morrow
- Doctor, You've Got to Be Kidding! (1967) interpretando a Dan Ruskin
- Don't Make Waves (1967) interpretando a Sam Lingonberry
- hungry i reunion (1981) interpretando a sí mismo, documentary
- Inside the Third Reich (1982) (TV) interpretando a Werner Finck
- Nothing Lasts Forever (1984) interpretando a Uncle Mort
- Jonathan Winters: On the Ledge (1987) interpretando a sí mismo, TV Special
- Mort Sahl: The Loyal Opposition (1989) interpretando a sí mismo, American Masters documentary
- The World of Jewish Humor (1990) interpretando a sí mismo, documentary
- Looking for Lenny (2011) interpretando a sí mismo, documentary
- When Comedy Went to School (2013) interpretando a sí mismo, documentary
- Max Rose (2016) interpretando a Jack